# Wiesław Bielawski
Wiesław Bielawski (ur. 23 grudnia 1950 w Wierobiach) – polski inżynier rolnictwa, profesor nauk rolniczych, profesor zwyczajny Szkoły Głównej Gospodarstwa Wiejskiego w Warszawie i rektor tej uczelni w kadencji 2016–2020.

## Życiorys
W 1974 ukończył studia na Wydziale Rolnictwa SGGW. W 1982 uzyskał stopień doktora nauk przyrodniczych na podstawie pracy pt. Drogi asymilacji NH4+ prowadzące do powstania aminokwasów u siewek żyta. Habilitował się w zakresie ogrodnictwa w 1992 na macierzystej uczelni w oparciu o dorobek naukowy oraz rozprawę zatytułowaną Izoenzymy syntetazy glutaminowej z siewek pszenżyta na przykładzie odmiany Malno. 18 lutego 2002 otrzymał tytuł profesora nauk rolniczych. Odbywał staże naukowe m.in. w Kanadzie i Rosji. W pracy naukowej specjalizuje się w zagadnieniach z zakresu biochemii i enzymologii. Prowadził badania dotyczące m.in. asymilacji azotu nieorganicznego u roślin, funkcji fizjologicznych glutationu oraz mechanizmów biochemicznych odporności zbóż na porastanie.
Od czasu ukończenia studiów zatrudniony w Katedrze Biochemii SGGW, w 2008 doszedł do stanowiska profesora zwyczajnego. W latach 1994–2008 był kierownikiem Katedry Biochemii, kierował zamiejscowymi ośrodkami dydaktycznymi w Łowiczu i Leśnej Podlaskiej. Pełnił także funkcję prodziekana swojego wydziału (1999–2005). Od 2008 do 2016 był prorektorem SGGW ds. rozwoju. 18 marca 2016 wybrany na stanowisko rektora tej uczelni na czteroletnią kadencję.

## Odznaczenia
- Krzyż Kawalerski Orderu Odrodzenia Polski (2020)[4]
- Srebrny Krzyż Zasługi (2002)[5][6]
- Medal Komisji Edukacji Narodowej[6]
- Medal Stulecia Utworzenia Policji Państwowej[7]